# Gao Ao
Gao Ao (26 de julho de 1990) é uma jogadora de polo aquático chinesa.

## Carreira
Gao Ao na Londres 2012 integrou o elenco da Seleção Chinesa de Polo Aquático Feminino que ficou em 5º lugar.